# Shinobigoto
Shinobigoto (しのびごと?) è un manga shōnen scritto da Takegushi Ippon e disegnato da Mitarashi Santa. L'opera viene serializzata sulla rivista Weekly Shōnen Jump di Shūeisha a partire dal 17 settembre 2024.

## Trama
Yodaka, un ninja estremamente timido, viene incaricato di proteggere una studentessa delle superiori, Aoi Mukai, alla quale è stata posta una taglia sulla testa.

## Pubblicazione
L'opera ha iniziato la serializzazione sulla rivista Weekly Shōnen Jump nel numero 42 del 2024, uscito in Giappone il 9 settembre dello stesso anno. I capitoli vengono raccolti in volumi tankōbon a partire dal 4 gennaio 2025. Al 4 giugno 2025 i volumi totali ammontano a 3.

### Volumi
| 1 | 4 gennaio 2025 | ISBN 978-4-08-884401-5 |
| 1 | Capitoli - 1. (忍にん者じゃの仕し事ごと?, Ninja no shigoto) - 2. (ヨダカの仕し事ごと?, Yodaka no shigoto) - 3. (チームプレー?, Chīmu Purē) - 4. (部ぶ活かつの醍だい醐ご味み?, Bukatsu no daigomi) - 5. (ヒバリの悩み?, Hibari no nayami) - 6. (ヒバリのいる場所?, Hibari no irubasho) - 7. (忍者として?, Ninja toshite)                                                            |                        |
| 2 | 4 marzo 2025 | ISBN 978-4-08-884414-5 |
| 2 | Capitoli - 8. (放課後の2人?, Hōkago no futari) - 9. (ウミネコのショッピング?, Umineko no Shoppingu) - 10. (２人の楽しみ?, Futari no tanoshimi) - 11. (絡む糸！?, Karamu ito!) - 12. (ミミズクの任務?, Mimizuku no ninmu) - 13. (友達増やせ?, Tomodachi fuyase) - 14. (林間学校の任務?, Rinkan gakkō no ninmu) - 15. (忍者のお化け?, Ninja no obake) - 16. (忍者の印?, Ninja no in) |                        |
| 3 | 4 giugno 2025 | ISBN 978-4-08-884556-2 |
| 3 | Capitoli - 17. (骨の折れた日?, Hone no oreta hi) - 18. (可愛い小鳥?, Kawaii kotori) - 19. (スズメの気持ち?, Suzume no kimochi) - 20. (雨の帰り道?, Ame no kaeri michi) - 21. (９号部隊?, 9-gō butai) - 22. (般若の上司?, Han'nya no jōshi) - 23. (通信不能?, Tsūshin funō) - 24. (赤いカワセミ?, Akai kawasemi) - 25. (あなたにお似合い?, Anata ni oniai)                          |                        |
| 4 | 4 settembre 2025 | ISBN 978-4-08-884655-2 |

### Capitoli non ancora in formatotankōbon
Questa lista è suscettibile di variazioni e potrebbe essere incompleta o non aggiornata.

- 26.  (それだけ!?, Sore dake!)
- 27.  (アオイは誕生日?, Aoi wa tanjōbi)
- 28.  (特別な食卓?, Tokubetsu na shokutaku)
- 29.  (天守の侵入者?, Amamori no shin'nyū-sha)
- 30.  (教えてください?, Oshiete kudasai)
- 31.  (なんか海うみ?, Nanka umi)
- 32.  (６号ごう部ぶ隊たい?, Roku-gō butai)
- 33.  (クロッケうまい?, Kurokke umai)
- 34.  (油ゆ断だん禁きん物もつ?, Yudan kinmotsu)
- 35.  (忍にん法ぽう勝しょう負ぶ?, Ninpō shōbu)
- 36.  (ハヤブサの血けっ界かい?, Hayabusa no kekkai)
- 37.  (3対たい2?, San tai ni)
- 38.  (時じ間かんを稼かせげ?, Jikan o kasege)
- 39.  (いい忍にん者じゃ?, Ī ninja)
- 40.  (ゆう先せん順じゅん位い?, Yūsen jun'i)
- 41.  (天てん才さい?, Tensai)
- 42.  (あねと弟おとうと?, Ane to otōto)
- 43.  (隣となりに行いきたい?, Tokinari ni Ikitai)

## Accoglienza
La serie è stata raccomandata da Shūichi Asō, autore di Saiki Kusuo no psi-nan, nel primo volume della serie, da Yūto Tsukuda, scrittore di Food Wars! - Shokugeki no Soma nel secondo volume, e dal comico giapponese Kazuya Shimasa nel terzo volume.